# Pontocypria helenae
Pontocypria helenae is een mosselkreeftjessoort uit de familie van de Pontocyprididae. De wetenschappelijke naam van de soort is voor het eerst geldig gepubliceerd in 1968 door Maddocks.